# Yeri
Yeri (예리?, YeriLR, YeriMR), pseudonimo di Kim Ye-rim (김예림?, 金藝琳?, Gim YerimLR, Kim YerimMR; Seul, 5 marzo 1999), è una cantante e attrice sudcoreana.
Dal 2015 è un membro del gruppo musicale sudcoreano Red Velvet, sotto contratto con l'etichetta SM Entertainment.

## Biografia
Yeri è nata il 5 marzo 1999 a Seul. Ha tre sorelle minori, Yoo-rim, Ye-eun e Chae-eun. Si è diplomata alla Hanlim Multi Art School nel 2018.

### Prima del debutto
Yeri è entrata a far parte della SM nel 2014 dopo essersi esibita alle audizioni globali dell'etichetta nel 2011. Nel 2014, si è esibita con gli SM Rookies, gruppo dal quale la SM Entertainment sceglie i membri dei propri nuovi gruppi musicali, al concerto SM Town Live World Tour IV. È anche comparsa nel videoclip della canzone d'esordio delle Red Velvet, "Happiness", prima di debuttare come quinto membro del gruppo.

### 2015-presente: debutto con le Red Velvet e attività da solista
Yeri è stata presentata come nuovo membro delle Red Velvet il 10 marzo 2015, durante le promozioni del loro primo EP Ice Cream Cake. Dal 9 maggio al 14 novembre 2015, Yeri ha presentato il programma musicale di MBC Show! Music Core insieme a Minho degli Shinee e N dei VIXX. Nel luglio 2016, è stata la protagonista femminile del video musicale di "Way Back Home" di J-Min e Shim Eun-jee, singolo pubblicato come parte del progetto SM Station. Nel 2016 è diventata la presentatrice del varietà online di SM C&C The Viewable SM insieme a Leeteuk. Nel 2017 ha composto e partecipato alla scrittura del testo di "Story", brano apripista dell'EP Talking del cantante Ragoon.
Nell'aprile 2018, Yeri è stata confermata come parte del cast del nuovo varietà di JTBC Secret Unnie insieme a Han Chae-young. Il 13 dicembre 2018, insieme a Renjun, Jeno e Jaemin degli NCT, ha preso parte alla terza stagione del progetto musicale della SM Entertainment SM Station.

## Discografia
Per le opere con le Red Velvet, si veda Discografia delle Red Velvet.

### Singoli
- 2019 – Dear Diary (스물에게?)

### Collaborazioni
- 2018 – Hair in the Air (con Renjun, Jeno e Jaemin)
- 2019 – I Will Be Your Warmth (너의 온기가 되어줄게?; con Babylon)
- 2020 – Woman on the Beach (해변의 여인?; con Ravi e Jeon Woong)
- 2020 – Sorrow (애상?; con Ravi e Kim Wooseok)

### Colonne sonore
- 2021 – It's You (Yeri ver.) (Blue Birthday OST)

## Filmografia

### Drama televisivi
- Tae-yang-ui hu-ye (태양의 후예) - serie TV, episodio 16 (2016)
- Blue Birthday (블루버스데이) - serie TV (2021)

### Film
- Blue Birthday (블루버스데이 (영화)), regia di Park Dhan Hee (2022)

### Speciali
- Daehanmingug donghaengseil teugbyeolhaengsa (대한민국 동행세일 특별행사) - trasmissione (2020)
- TvN D ENT : mil-eoseo mujanghaeje (tvN D ENT : 밀어서 무장해제) - trasmissione (2020)
- Cass BLUE PLAYGROUND CONNECT 2.0 - trasmissione (2020)
- Je 26hoe DREAM CONCERT CONNECT:D (제 26회 DREAM CONCERT CONNECT:D) - trasmissione (2020)
- a-nation online 2020 - trasmissione (2020)
- 2020 GANGNAM FESTIVAL 영동대로 K-POP CONCERT - broadcast (2020)
- 2020 GREAT MUSIC FESTIVAL - broadcast (2020)
- Drama Stage Season 4: Mint Condition (드라마 스테이지 2021 - 민트 컨디션) - (2021)

### Televisione
- Weekly Idol (주간 아이돌) - programma televisivo, episodi 168, 217, 242, 267, 331, 369, 422 (2014, 2015, 2016, 2017, 2018, 2019)
- Music Bank (뮤직뱅크) - programma televisivo, episodi 779, 781-782, 785 (2015)
- Show! Eum-ak jungsim (쇼! 음악중심) - programma televisivo, episodi 450, 459-464, 466, 468-469, 471-472, 474-475, 477-479, 577 (2015, 2018)
- Inkigayo (SBS 인기가요) - programma televisivo, episodio 810 (2015)
- M Countdown (엠 카운트다운) - programma televisivo, episodi 420-421, 424-425, 433, 438-440, 444-448, 462 (2015)
- We Got Married 4 (우리 결혼했어요) - programma televisivo, episodi 276, 283, 288, 293, 295-297 (2015)
- Yaman TV (야만TV) - programma televisivo, episodio 14 (2015)
- Key's Know-how (키스 노하우) - programma televisivo (2015)
- 2015 Idol Star Athletics Championships Chuseok Special (2015 아이돌스타 육상 씨름 농구 풋살 양궁 선수권대회) - programma televisivo (2015)
- A Song For You 4 (글로벌 리퀘스트 쇼 어송포유 4) - programma televisivo, episodio 12 (2015)
- Vitamin (비타민) - programma televisivo, episodi 610, 621 (2015, 2016)
- Daily Taengoo Cam (일상의 탱구캠) - programma televisivo, episodio 1 (2015)
- 2015 SBS Gayo Daejeon (2015 SBS 가요대전) - programma televisivo (2015)
- 2015 MBC Music Festival: Encyclopedia of Music (2015 MBC 가요대제전: 가요대백과) - programma televisivo (2015)
- Baek Jong-won's Top 3 Chef King (백종원의 3대천왕) - programma televisivo, episodio 23 (2016)
- Two Yoo Project Sugar Man (투유 프로젝트 - 슈가맨) - programma televisivo, episodio 13 (2016)
- 2016 Idol Star Olympics Championships New Year Special (2016 아이돌스타 육상 씨름 풋살 양궁 선수권대회) - programma televisivo (2016)
- After School Club - programma televisivo, episodi 154, 250 (2016, 2018)
- Men on a Mission (아는 형님) - programma televisivo, episodi 21, 84, 139 (2016, 2017, 2018)
- The Visible SM (THE 보이는 SM) - programma televisivo (2016)
- Empty The Convenience Store (편의점을 털어라) - programma televisivo, episodio 2 (2017)
- 2017 Idol Star Athletics Archery Rhythmic Gymnastics Aerobics Championships (아이돌스타 육상 선수권대회 2017년) - programma televisivo (2017)
- Running Man (런닝맨) - programma televisivo, episodio 338 (2017)
- Singderella (싱데렐라) - programma televisivo, episodio 15 (2017)
- Two Man Show (양남자쇼) - programma televisivo, episodio 2 (2017)
- Sister's Slam Dunk 2 (언니들의 슬램덩크2) - programma televisivo, episodio 4 (2017)
- The Return of Superman (슈퍼맨이 돌아왔다) - programma televisivo, episodi 180, 246 (2017, 2018)
- Idol Drama Operation Team (아이돌 드라마 공작단) - programma televisivo (2017)
- Snowball Project (눈덩이 프로젝트) - programma televisivo (2017)
- Saturday Night Live Korea 9 (SNL 코리아9) - programma televisivo, episodio 17 (191) (2017)
- LEVEL UP PROJECT! (레벨업 프로젝트) - programma televisivo (2017)
- Oppa Thinking (오빠생각) - programma televisivo, episodio 11 (2017)
- Happy Together 3 (해피투게더3) - programma televisivo, episodio 516-517 (2017)
- K-RUSH 2 (KBS World Idol Show K-RUSH Season 2) - programma televisivo, episodio 6 (2017)
- LEVEL UP PROJECT! 2 (레벨업 프로젝트2) - programma televisivo (2018)
- Two Yoo Project Sugar Man (투유 프로젝트 - 슈가맨) - programma televisivo, episodio 3 (2018)
- Idol Star Athletics Championships (아이돌 스타 육상 선수권대회) - programma televisivo (2018)
- I Can See Your Voice 5 (너의 목소리가 보여 시즌5) - programma televisivo, episodio 4 (2018)
- Secret Sister (비밀언니) - programma televisivo, episodi 1-4, 9-12 (2018)
- Red Velvet Eye Contact Cam (레드 벨벳- 아이컨택캠) - programma televisivo (2018)
- Super Junior's Super TV 2 (슈퍼TV2) - programma televisivo, episodio 10 (2018)
- LEVEL UP PROJECT! 3 (레벨업 프로젝트3) - programma televisivo (2018)
- Idol Room (아이돌룸) - programma televisivo, episodi 15, 56 (2018, 2019)
- 2018 Idol Star Athletics Championships Chuseok Special (2018 아이돌스타 육상 볼링 양궁 리듬 체조 족구 선수권 대회) - programma televisivo (2018)
- Key-log (키-로그) - programma televisivo, episodio 3 (2018)
- Red Velvet Eye Contact Cam 2 (레드 벨벳- 아이컨택캠2) - programma televisivo (2018)
- Idol League 1 (아이돌 리그) - programma televisivo, episodio 42 (2019)
- 2019 Idol Star Athletics Championships (2019아이돌스타 육상 볼링 양궁 리듬 체조 족구 선수권 대회) - programma televisivo (2019)
- Stage K (스테이지K) - programma televisivo, episodio 1 (2019)
- Law of the Jungle in Lost Jungle & Island (정글의 법칙 in 로스트정글&아일랜드) - programma televisivo, episodi 6-10 (2019)
- 300 X2 (300 엑스투) - programma televisivo, episodio 8 (2019)
- Walk, Fly, Ride with Red Velvet - programma televisivo (2019)
- ReVe Festival FINALE - programma televisivo (2019)
- 2020 Lunar New Year Idol Star Championships (2020 설특집 아이돌스타 선수권대회) - programma televisivo (2020)
- Yeri's Room (예리한방) - programma televisivo (2020)
- Bu:QUEST of RED VELVET (부퀘스트 레드벨벳) - programma televisivo (2020-2021)
- Seulgi.Zip (슬기 zip) - programma televisivo, episodio 15, 25 (2021)
- Amazing Saturday (놀라운 토요일) - programma televisivo, episodio 173 (2021)
- Queendom Restaurant - programma televisivo (2021) 25/08/2021
- Yeri_Me - programma televisivo (2021)
- First Time (처음인데 뭐하지?) - programma televisivo (2021-)
- 2021 KBS Song Festival (2021 KBS 가요대축제) - programma televisivo (2021)
- Yeri's Room 2 (예리한방 2) - programma televisivo ()